# 陳順鑲
陳順鑲，四川省成都府漢州人，清朝政治人物、同進士出身。
光緒十二年（1886年），参加光緒丙戌科殿試，登進士三甲61名。同年五月，著以内阁中书。